# First Citizens BancShares
First Citizens Bancshares, Inc. (NASDAQ: FCNCA

) er en amerikansk bankkoncern med hovedkvarter i Raleigh, North Carolina. Deres primære datterselskab er First Citizens Bank, som har over 500 filialer i 23 delstater med 10.375 ansatte.
Banken begyndte i 1898 som Bank of Smithfield. Den blev senere til First National Bank of Smithfield og fusionerede med Citizens National Bank og blev til First and Citizens National Bank i 1929.